# 水酸化白金(II)
水酸化白金(II)は、白金の水酸化物で、化学式Pt(OH)2で表される物質である

## 生成
空気を遮断してテトラクロリド白金(II)酸カリウム水溶液に熱水酸化カリウム水溶液を作用させると沈殿する。
{\displaystyle {\ce {[PtCl4]^{2-}\ + 2 OH^- -> Pt(OH)2(s)\ + 4 Cl^-}}}

## 性質
黒色の粉末で、空気中では容易に酸化され酸化白金(IV)水和物となる。室温で生成した沈殿は、ほぼ PtO・2H2O の組成に相当し、200 - 250℃で水和水をほぼ失うが300℃でも完全には脱水できず、分解反応も進行する。
過酸化水素と接触すると還元されて、白金となる。
{\displaystyle {\ce {Pt(OH)2\ + H2O2 -> Pt\ + 2 H2O\ + O2}}}
熱アルカリ水溶液や塩酸によって白金(II)化合物を生成するが、一部、不均化が起こり、微粉末状の白金および白金(IV)化合物を生成する。酢酸およびシュウ酸などの有機酸を酸化して二酸化炭素を生成する。
溶解度積は 1×10^{-35} 程度と水酸化物としては非常に小さい。
{\displaystyle {\ce {Pt(OH)2(s)\ \rightleftarrows \ Pt^{2+}(aq)\ +2OH^{-}(aq)\ ,\ }}} {\displaystyle K_{sp}=1{\times }10^{-35}}